# Paratakaoia minima
Paratakaoia minima is een hooiwagen uit de familie Epedanidae.